# Aston Martin Lagonda Taraf
Der Aston Martin Lagonda Taraf ist eine viertürige Oberklasse-Limousine des britischen Automobilherstellers Aston Martin. Mit dem Modell wollte Aston Martin die zum Unternehmen gehörende Marke Lagonda wiederbeleben.

## Fahrzeughistorie
Nachdem Aston Martin im Sommer 1947 den bisherigen Konkurrenten Lagonda übernommen hatte, verkaufte man bis in die 1990er-Jahre hinein viertürige Limousinen mit Aston-Martin-Technik unter der Marke Lagonda. Teilweise waren es verlängerte Versionen der zeitgenössischen Aston-Martin-Zweitürer. Das gilt etwa für den auf dem V8 basierenden Lagonda Series 1 oder für die Langversionen des Virage. Teilweise erschienen aber auch eigenständig aussehende Modelle wie der Lagonda Rapide oder der keilförmige Saloon der Serien 2–4 unter dem Lagonda-Label. 
Nach zwanzigjähriger Unterbrechung erschien der Markenname Lagonda 2014 erstmals wieder bei einer viertürigen Limousine: Im Herbst 2014 stellte Aston Martin in Dubai den Lagonda Taraf vor. Dieser sollte anfänglich Kunden aus dem Nahen Osten vorbehalten bleiben. 2016 entschied sich Aston Martin allerdings dazu, den Taraf auch auf dem heimischen Markt sowie in Kontinentaleuropa anzubieten.
Der Lagonda Taraf konkurrierte mit dem Bentley Mulsanne, den Mercedes-Maybach-Modellen und dem Rolls-Royce Phantom.

## Fahrzeugcharakteristika

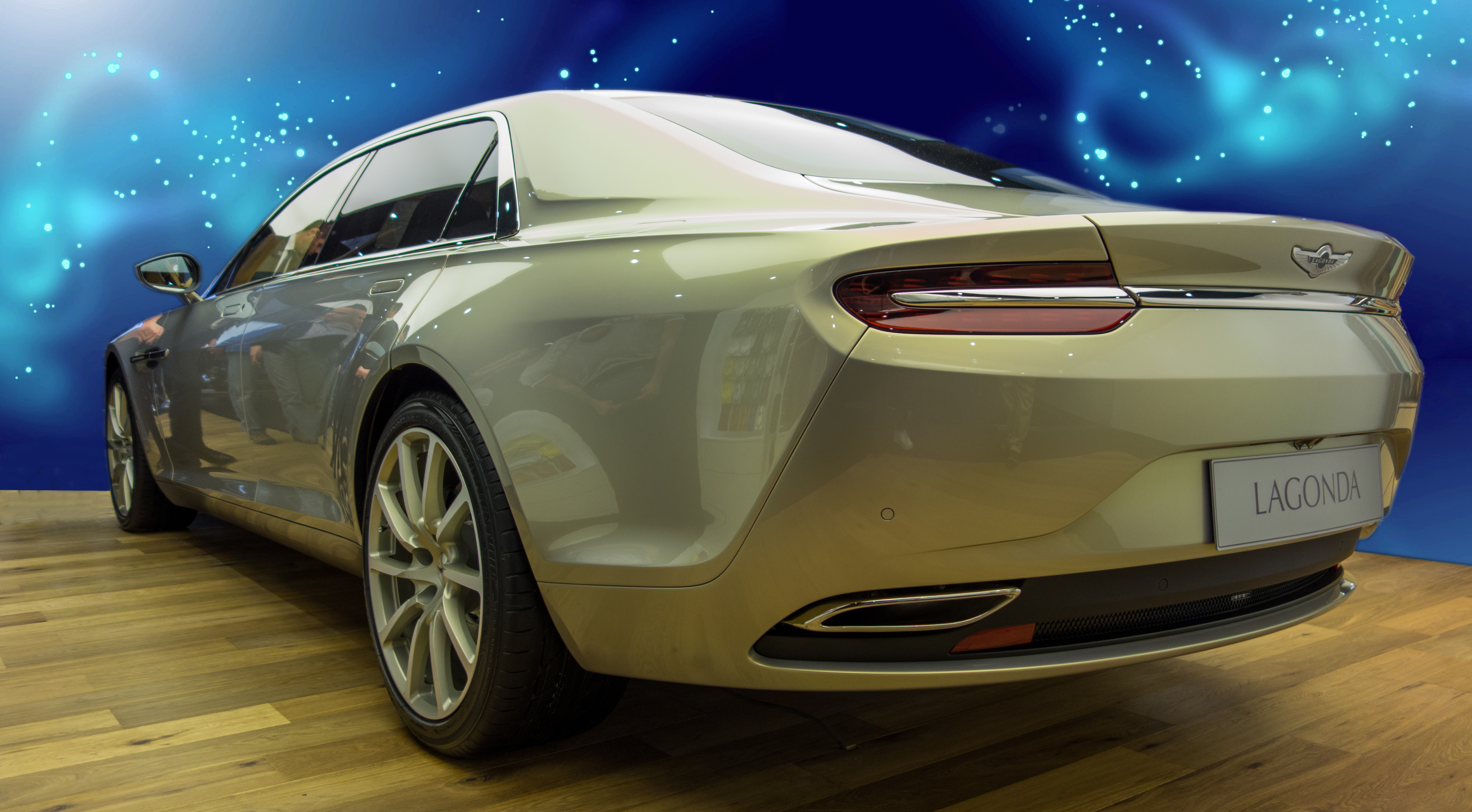
Heckansicht

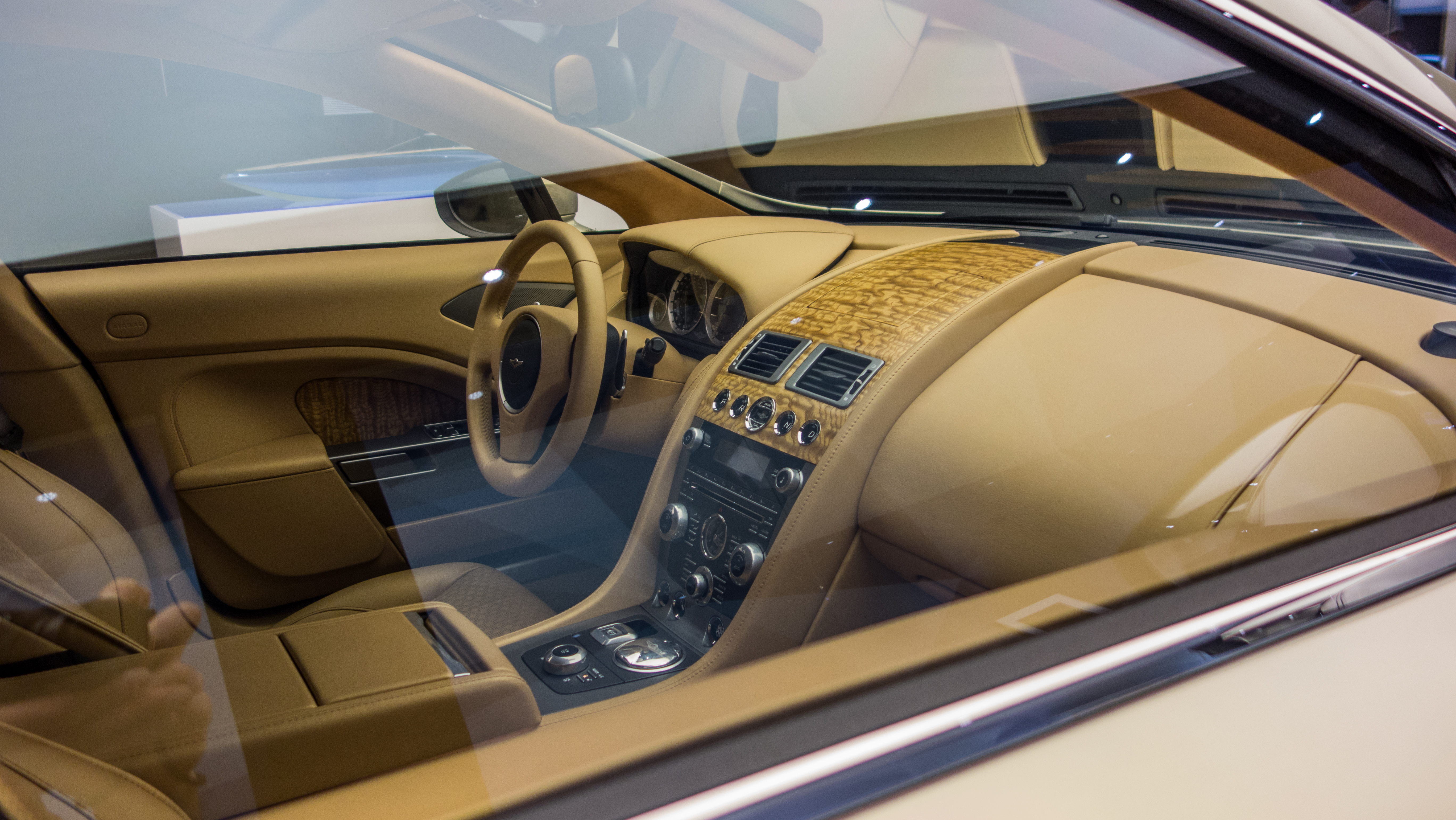
Interieur

Der Lagonda Taraf basiert auf dem Aston Martin Rapide, wurde aber von Marek Reichman optisch neu gestaltet. Die werksinterne VH-Plattform wurde verlängert, um das Platzangebot im Fahrzeugfond zu erhöhen. Als Antrieb dient der 5,9-Liter große V12-Saugmotor, der bei Ford in Köln gebaut wird und 411 kW (560 PS) leistet. Die Hinterräder werden über ein Automatikgetriebe mit acht Fahrstufen angetrieben; die Höchstgeschwindigkeit beträgt 314 km/h.

## Produktion
Der Taraf wurde in Aston Martins Werk in Gaydon (Warwickshire) in Handarbeit hergestellt. Sein Produktionsumfang war begrenzt. Bis Ende 2015 wurden etwa 40 Exemplare hergestellt, die erste Auslieferung erfolgte Anfang 2016. Aston Martin wollte laut eigener Aussage insgesamt „nicht mehr als 200 Fahrzeuge“ fertigen. Im Dezember 2016 wurde die Produktion eingestellt.

## Technische Daten
|                                      | Lagonda Taraf              |
| Bauzeitraum                          | 01/2015–12/2016            |
| Motorkenndaten                       |                            |
| Motorart                             | Ottomotor                  |
| Zylinder/Motorbauart                 | V12                        |
| Ventile                              | 4 pro Zylinder             |
| Nockenwellen                         | 4                          |
| Hubraum                              | 5935 cm³                   |
| Leistung bei min−1                   | 411 kW (560 PS)/6650       |
| Drehmoment bei min−1                 | 630 Nm/5550                |
| Kraftübertragung                     |                            |
| Antrieb                              | Transaxle-Hinterradantrieb |
| Getriebe                             | 8-Stufen-Automatik         |
| Messwerte                            |                            |
| Höchstgeschwindigkeit vmax           | 314 km/h                   |
| Beschleunigung 0–100 km/h            | 4,6 s                      |
| EU-Normverbrauch/100 km (kombiniert) | 12,9 l Super Plus          |
| CO2-Ausstoß (kombiniert)             | 300 g/km                   |
| Abgasnorm nach EU-Klassifikation     | Euro 6                     |
| Grundpreis                           | 1,0 Millionen US-Dollar    |